# Lina Larsson
Lina Marie Larsson född 30 juli 1992 i Örebro, är en svensk handbollsspelare som spelar i Lidingö SK. Hon är högerhänt och spelar vänsternia i anfall.

## Karriär
Lina Larsson började spela i LIF Lindesberg, och var framgångsrik. Hon tog sig till U18-landslaget och bytte klubb till Örebro SK 2009. Hon var med och tog Junior-VM-guld 2010. Hon tillhörde de bättre i Örebro då man vann damallsvenskan 2011. Hon gjorde 180 mål i serien och vann skytteligan. Hon valde att spela för Lugi HF 2011–2012. Hon drabbades av flera skador bland annat fotskada och spelade inte så mycket i Lugi. Hon kom med i U20-landslaget 2012 som tog VM-guld i Tjeckien. Hon var även skadad i början av 2012 års höst. Hon valde att sluta med handboll samtidigt som tvillingsystern Linn Larsson. Lina Larssons karriär hade dock avstannat och hon var inte i närheten av den klass Linn Larsson höll då hon slutade.

## Klubbar
- LIF Lindesberg (–2009)
- Örebro SK (2009–2011)
- Lugi HF (2011–2012)

## Meriter
- J-landslaget 36 matcher 108 mål, U-landslaget 26 matcher 46 mål. Har aldrig spelar i A-landslaget.

- Guld vid U18-VM 2010 med Sveriges U18-landslag
- Guld vid U20-VM 2012 med Sveriges U20-landslag